# Alisha Wainwright
Alisha Wainwright est une actrice américaine, née le 14 juillet 1989 à Orlando.
Elle se fait connaître grâce à ses rôles dans les séries télévisées Shadowhunters (2017-2019) et Comment élever un super-héros (Raising Dion, 2019-2022).

## Biographie

### Jeunesse
Alisha Wainwright naît le 14 juillet 1989 à Orlando, en Floride. Sa mère est jamaïcaine et son père, haïtien.

### Carrière
En 2008, Alisha Wainwright participe dans le court métrage Murder on Her Mind.
En 2012, elle apparaît dans un épisode du sketch comique sur la chaîne Smosh de YouTube.
En septembre 2016, on annonce qu'elle est engagée pour incarner Maia Roberts, la louve-garou, dans la série fantastique Shadowhunters, adaptée de la série de romans La Cité des ténèbres (The Mortal Instruments) signée Cassandra Clare. Après son personnage récurrent dans la deuxième saison, elle se montre régulièrement dans la troisième saison.
En juin 2019, on apprend qu'elle décroche le rôle principal, celui de Nicole Reese, mère d'un jeune super-héros, dans la série fantastique Comment élever un super-héros (Raising Dion) sur Netflix. En octobre de la même année, elle est choisie pour le rôle de Maggie Hayes dans le film dramatique Palmer de Fisher Stevens, aux côtés de Justin Timberlake, diffusé en janvier 2021 sur Apple TV+,.

## Filmographie

### Cinéma

#### Longs métrages
- 2014 : Juste avant de partir (Just Before I Go) de Courteney Cox : Sarah
- 2017 : The Hatred de Michael G. Kehoe : Betaine
- 2020 : Mort d'un télémarketeur (Death of a Telemarketer) de Khaled Ridgeway : Christine
- 2021 : Palmer de Fisher Stevens : Maggie
- 2023 : There's Something Wrong With the Children de Roxanne Benjamin : Margaret

#### Courts métrages
- 2008 : Murder on Her Mind de Charlie Porter
- 2013 : Second Rate Deal de Myles Chatman : Nikki
- 2016 : Save Her de Hillary Bosarge : l'assistante directrice de casting
- 2017 : Candid de Gabrielle Shepard

### Télévision

#### Téléfilms
- 2014 : Love Is Relative de Dan Mazer : Audrey
- 2018 : La Reine du remariage (The Wedding Do Over) de W.D. Hogan : Taylor Ward

#### Séries télévisées
- 2012 : Smosh : la fille du rencard (saison 7, épisode 29 : Life Hacking)
- 2014 : Esprits criminels (Criminal Minds) : Debbie Martin (saison 9, épisode 21 : What Happens in Mecklinburg…)
- 2014 : Married : Alissa (saison 1, épisode 4 : Uncool)
- 2014 : Perception : la fille timide (saison 3, épisode 4 : Possession)
- 2015 : Perception : Chantal Douglas (saison 3, épisode 14 : Romeo)
- 2015 : Vanity : Shellys (saison 1, épisode 4 : Expression)
- 2015 : Switched (Switched at Birth) : Darya (saison 4, épisode 17 : To the Victor Belong the Spoils)
- 2015-2016 : Disney Star Darlings : Leona (voix - 10 épisodes)
- 2015 : Major Crimes : Ainsley Reed (saison 4, épisode 12 : Blackout)
- 2015 : Axle Tramp : Anna
- 2016 : Hôpital central (General Hospital) : l'infirmière Kelsey (2 épisodes)
- 2016 : Rosewood : Cassie Hanson (saison 2, épisode 1 : Forward Motion & Frat Life)
- 2017 : L'Arme fatale (Lethal Weapon) : Cassie Hanson (saison 2, épisode 1 : Forward Motion & Frat Life)
- 2017-2019 : Shadowhunters : Maia Roberts (35 épisodes)
- 2019 - 2022 : Comment élever un super-héros (Raising Dion) : Nicole Warren (17 épisodes)
- 2023 : Platonic : Audrey